# Without You I’m Nothing (песня)
«Without You I’m Nothing» (рус.  Без тебя я — ничто) — заглавная песня со второго альбома британской рок-группы Placebo.
Выпущенная на сингле версия была записана в дуэте с Дэвидом Боуи. Сингл достиг 79-го места во французском хит-параде.
Песня прозвучала в мексиканском триллере «Violanchelo», а также в 19м эпизоде 2 сезона телесериала «Близкие друзья» (возвращение Джастина от Итана и секс с Брайаном в душе).

## История концертных исполнений
Песня была основным элементом в сет-листе группы начиная с турне Without You I'm Nothing и до турне Sleeping with Ghosts. Также исполнялась на заключительном этапе турне Meds и на четырёх последних концертах тура в поддержку альбома B3 в 2012 году.
В 2015 году была исполнена акустическая версия песни для MTV Unplugged.

## Список композиций

### CD
| №  | Название                                                  | Длительность |
| -- | --------------------------------------------------------- | ------------ |
| 1. | ««Without You I’m Nothing» (Single mix)»                  | 4:17         |
| 2. | ««Without You I’m Nothing» (UNKLE remix)»                 | 5:08         |
| 3. | ««Without You I’m Nothing» (The Flexirol mix)»            | 9:27         |
| 4. | ««Without You I’m Nothing» (Brothers in Rhythm club mix)» | 10:52        |

### 12"
| №  | Название                                       | Длительность |
| -- | ---------------------------------------------- | ------------ |
| 1. | ««Without You I’m Nothing» (Single mix)»       | 4:17         |
| 2. | ««Without You I’m Nothing» (UNKLE remix)»      | 5:08         |
| 3. | ««Without You I’m Nothing» (The Flexirol mix)» | 9:27         |